# Bahnstrecke Bad Kreuznach–Winterburg
| Zug der Kleinbahn auf dem Holzmarkt in Bad Kreuznach 1906 |                     |                                                   |                                                   |
| Streckenlänge: | 20,5 km             |                                                   |                                                   |
| Spurweite: | 750 mm (Schmalspur) |                                                   |                                                   |
| Maximale Neigung: | 14 ‰                |                                                   |                                                   |
| Streckengeschwindigkeit: | 25 km/h             |                                                   |                                                   |
| Zweigleisigkeit: | nein                |                                                   |                                                   |
| |                     |                                                   |                                                   |
| \| \| 0,0 \| Umladebahnhof \| Umladebahnhof \| \| \| 0,5 \| Bad Kreuznach Güterbahnhof bis 1908: Stadtbahnhof \| Bad Kreuznach Güterbahnhof bis 1908: Stadtbahnhof \| \| \| 1,1 \| Bad Kreuznach Eisenbahnbrücke \| Bad Kreuznach Eisenbahnbrücke \| \| \| 1,6 \| Bad Kreuznach Stadthaus \| Bad Kreuznach Stadthaus \| \| \| 2,0 0,0 \| Bad Kreuznach Holzmarkt \| Bad Kreuznach Holzmarkt \| \| \| 0,7 \| Bad Kreuznach Weinbauschule ehemals: Neumorgen \| Bad Kreuznach Weinbauschule ehemals: Neumorgen \| \| \| 0,9 \| Bad Kreuznach Kleinbahnhof \| Bad Kreuznach Kleinbahnhof \| \| \| 1,5 \| Bahnstrecke Bad Kreuznach–Wallhausen \| Bahnstrecke Bad Kreuznach–Wallhausen \| \| \| 1,9 \| Lohrer-Mühle \| Lohrer-Mühle \| \| \| \| Gräfenbach \| \| \| \| 3,4 \| Rüdesheim (Kreis Kreuznach) \| Rüdesheim (Kreis Kreuznach) \| \| \| 6,4 \| Weinsheim (Kreis Kreuznach) \| Weinsheim (Kreis Kreuznach) \| \| \| 9,3 \| Brauchsmühle (Waldböckelheim) \| Brauchsmühle (Waldböckelheim) \| \| \| 9,9 \| Sponheim \| Sponheim \| \| \| 11,0 \| Burgsponheim \| Burgsponheim \| \| \| 14,3 \| Bockenau \| Bockenau \| \| \| \| Bockenau-Steinbruch[1] \| \| \| \| 17,2 0,0 \| Daubacher Brücke \| Daubacher Brücke \| \| \| \| \| \| \| \| 2,5 \| Tongruben bei Allenfeld \| Tongruben bei Allenfeld \| \| \| 18,5 \| Winterburg \| Winterburg \| |                     |                                                   |                                                   |
| Betriebs-/Güterbahnhof Streckenanfang (Strecke außer Betrieb) | 0,0                 | Umladebahnhof                                     | Umladebahnhof                                     |
| Bahnhof (Strecke außer Betrieb) | 0,5                 | Bad Kreuznach Güterbahnhof bis 1908: Stadtbahnhof | Bad Kreuznach Güterbahnhof bis 1908: Stadtbahnhof |
| Haltepunkt / Haltestelle (Strecke außer Betrieb) | 1,1                 | Bad Kreuznach Eisenbahnbrücke                     | Bad Kreuznach Eisenbahnbrücke                     |
| Haltepunkt / Haltestelle (Strecke außer Betrieb) | 1,6                 | Bad Kreuznach Stadthaus                           | Bad Kreuznach Stadthaus                           |
| Bahnhof (Strecke außer Betrieb) | 2,0 0,0             | Bad Kreuznach Holzmarkt                           | Bad Kreuznach Holzmarkt                           |
| Haltepunkt / Haltestelle (Strecke außer Betrieb) | 0,7                 | Bad Kreuznach Weinbauschule ehemals: Neumorgen    | Bad Kreuznach Weinbauschule ehemals: Neumorgen    |
| Bahnhof (Strecke außer Betrieb) | 0,9                 | Bad Kreuznach Kleinbahnhof                        | Bad Kreuznach Kleinbahnhof                        |
| Abzweig geradeaus, nach rechts und von rechts (Strecke außer Betrieb) | 1,5                 | Bahnstrecke Bad Kreuznach–Wallhausen              | Bahnstrecke Bad Kreuznach–Wallhausen              |
| Haltepunkt / Haltestelle (Strecke außer Betrieb) | 1,9                 | Lohrer-Mühle                                      | Lohrer-Mühle                                      |
| Brücke über Wasserlauf (Strecke außer Betrieb) |                     | Gräfenbach                                        | Gräfenbach                                        |
| Haltepunkt / Haltestelle (Strecke außer Betrieb) | 3,4                 | Rüdesheim (Kreis Kreuznach)                       | Rüdesheim (Kreis Kreuznach)                       |
| Haltepunkt / Haltestelle (Strecke außer Betrieb) | 6,4                 | Weinsheim (Kreis Kreuznach)                       | Weinsheim (Kreis Kreuznach)                       |
| Haltepunkt / Haltestelle (Strecke außer Betrieb) | 9,3                 | Brauchsmühle (Waldböckelheim)                     | Brauchsmühle (Waldböckelheim)                     |
| Haltepunkt / Haltestelle (Strecke außer Betrieb) | 9,9                 | Sponheim                                          | Sponheim                                          |
| Haltepunkt / Haltestelle (Strecke außer Betrieb) | 11,0                | Burgsponheim                                      | Burgsponheim                                      |
| Haltepunkt / Haltestelle (Strecke außer Betrieb) | 14,3                | Bockenau                                          | Bockenau                                          |
| Haltepunkt / Haltestelle (Strecke außer Betrieb) |                     | Bockenau-Steinbruch                               | Bockenau-Steinbruch                               |
| Haltepunkt / Haltestelle (Strecke außer Betrieb) | 17,2 0,0            | Daubacher Brücke                                  | Daubacher Brücke                                  |
| Verschwenkung von links (Strecke außer Betrieb) · Verschwenkung von rechts (Strecke außer Betrieb) |                     |                                                   |                                                   |
| Betriebs-/Güterbahnhof Streckenende (Strecke außer Betrieb) · Strecke (außer Betrieb) | 2,5                 | Tongruben bei Allenfeld                           | Tongruben bei Allenfeld                           |
| Kopfbahnhof Streckenende (Strecke außer Betrieb) | 18,5                | Winterburg                                        | Winterburg                                        |

Die Bahnstrecke Bad Kreuznach–Winterburg war eine schmalspurige Bahnstrecke von Bad Kreuznach nach Winterburg, die von 1896 bis 1936 betrieben wurde.

## Technische Parameter
Die Strecke bildete zusammen mit der von ihr am Gleisdreieck Lohrer Mühle abzweigenden Bahnstrecke Bad Kreuznach–Wallhausen das Streckennetz der Kreuznacher Kleinbahnen. Die Spurweite betrug 750 mm, die maximale Steigung 12 ‰. In Bad Kreuznach lagen die Gleise, ähnlich denen der Kreuznacher Straßenbahn, mit denen sie sich kreuzten, im Straßenplanum. Außerhalb der Stadt führte die Strecke durch das Tal des Ellerbachs.

## Geschichte
Die Baugenehmigung erteilte die Regierung Koblenz am 1. oder 10. Mai 1895, eröffnet wurde die Strecke am 3. August 1896. Der Güterverkehr wurde am 7. September 1896 aufgenommen. Am 4. Februar 1902 wurde eine nur im Güterverkehr betriebene, 2,5 km lange Anschlussstrecke vom Haltepunkt Daubacher Brücke zu den Tongruben bei Allenfeld eröffnet, die eine Steigung von 19 ‰ aufwies. Diese Anschlussstrecke wurde bereits 1918, als die Ausbeute der Tongruben nachließ, aufgegeben und abgebaut.
1909 und erneut 1921 wurde die Elektrifizierung der Strecke erwogen, jedoch nicht durchgeführt. Die einsetzende Wirtschaftskrise der Inflationszeit traf die Bahn hart, und nur noch zwei Zugpaare pro Tag befuhren die Strecke. Eine weitere Bedrohung für den Bestand der Bahn war der Aufschwung des Straßenverkehrs. Im Sommer 1934, bis zur Einstellung des Betriebs, verkehrten immerhin täglich wieder fünf Zugpaare auf der Strecke.
Am 31. Juli 1936 war der letzte Betriebstag der Kreuznacher Kleinbahnen, die am folgenden Tag stillgelegt wurden. Die offizielle Abschiedsfahrt der Kreuznacher Kleinbahnen fand auf dieser Strecke statt. Den Verkehr stellten von da ab vier Omnibusse und ein Lastkraftwagen der Deutschen Reichsbahn sicher. Die Strecke wurde unmittelbar danach zurückgebaut.

## Betrieb

### Personenverkehr
Die Fahrzeit von Bad Kreuznach nach Winterburg betrug etwa eine Stunde. Die Züge boten anfangs die 2. und 3. Klasse, einige Züge zusätzlich noch die 4. Klasse.

### Güterverkehr
Frachten mussten von der und auf die normalspurige Staatsbahn im Güterbahnhof von Bad Kreuznach umgeladen werden. Die Beförderung normalspuriger Güterwagen auf Rollböcken war möglich. Güterabfertigungen hatten die Stationen Bad Kreuznach, Rüdesheim, Weinsheim, Sponheim, Bockenau und Winterburg. Wegen der eingesetzten relativ leistungsschwachen Lokomotiven musste bei schweren Zügen in der Steigung vor Winterburg eine Schiebelokomotive eingesetzt werden.

### Zwischenfälle
Am 10. Dezember 1899 entfernten sich Lokomotiv- und Zugführer auf dem Bahnhof Bockenau vorschriftswidrig von der Dampflokomotive, um in der Bahnhofswirtschaft ein Glas Wein zu trinken, das ihnen ein Fahrgast angeboten hatte. Währenddessen öffnete ein Unbekannter den Regulator der Maschine. Die Bahn setzte sich laut ratternd in Bewegung, die entsetzten Fahrgäste sprangen ab. Der Zug fuhr derweil in Richtung Bad Kreuznach, wobei das Gefälle hinter Bockenau 12 Promille betrug. Erst zwischen Weinsheim und Rüdesheim blieb der Geisterzug stehen, weil ihm glücklicherweise der Dampf ausgegangen war.
1906 geriet ein beladener Güterzug im Gefälle der Zweigstrecke von den Tongruben bei Allenfeld zum Haltepunkt Daubacher Brücke bei nassem Wetter außer Kontrolle und konnte nicht mehr gebremst werden. In einer Kurve entgleiste der Zug, die Lokomotive stürzte um. Lokomotivführer und ein Bremser konnten zuvor abspringen, der Heizer kam ums Leben. In den Gefällestrecken ereigneten sich weitere Vorfälle mit entlaufenen Wagen, wobei meist nur Sachschaden entstand.